# Dacrydium nidulum
Dacrydium nidulum (чавенум) — вид хвойних рослин родини подокарпових.

## Опис
Дерево від 10 до 30 м заввишки, 18–50 см діаметром, з численними гілочками, що утворюють густу крону. Пилкові шишки 8–18 мм завдовжки і 1–1,6 мм в діаметрі. Мікроспорофіли довжиною 0,8–1,2 мм. Насіння становить 3,5–4 мм завдовжки, блискуче коричневе.

## Поширення, екологія
Країни поширення: Фіджі; Індонезія (Малі Зондські острови, Молуккські острови, Папуа, Сулавесі); Папуа Нова Гвінея. Зазвичай досягає пологу низовинного тропічного дощового лісу, часто асоціюється з болотистою місцевістю на берегах річок і озер. Хоча може зустрічатися на висотах нижче 10 м над рівнем моря, в основному росте вище 600 м над рівнем моря.

## Використання
Високо цінується на будівництво в деяких районах, наприклад, Фіджі.

## Загрози та охорона
Оскільки це, перш за все низинний вид, мало місце деяке зниження його площі житла через загальне збезлісення і перетворення середовища існування для сільського господарства. Тим не менш, через його широке розповсюдження він не вважаються таким, що перебуває під загрозою. Цей вид записаний з кількох природоохоронних територій.